# Nevers
Nevers [nəˈvɛʀ] je francouzské město v departementu Nièvre, region Burgundsko-Franche-Comté.

## Geografie
Nevers leží na soutoku řek Loira a Nièvre, asi 260 km jižně od Paříže. Město je rozděleno na čtvrti Est, Nord, Ouest a Centre; každá má svou samosprávu.

## Demografie
Počet obyvatel

## Kultura
Muzea: městské muzeum Frédéric - Blandin a muzeum Ligier.

## Osobnosti města
- Jan II. Kazimír Vasa (1609–1672), polský král
- Ludovika Marie Gonzagová (1611–1667), polská královna a velkokněžna litevská
- Marie Kazimíra d’Arquien (1641–1716), polská královna a velkokněžna litevská
- Pierre-Gaspard Chaumette (1763–1794), francouzský politik popravený během Velké francouzské revoluce
- Bernadette Soubirous (1844–1879), francouzská řeholnice a světice
- Pierre Bérégovoy (1925–1993), francouzský politik
- Gauthier Grumier (* 1984), francouzský sportovní šermíř

## Partnerská města
- Asmara, Eritrea
- Budapešť, Maďarsko
- Curtea de Argeş, Rumunsko
- Hammamet, Tunisko
- Charleville-Mézières, Francie
- Koblenz, Německo
- Lund, Švédsko
- Mantova, Itálie
- Neubrandenburg, Německo
- Siedlce, Polsko
- Stavroupoli, Řecko
- Sremska Mitrovica, Srbsko
- St Albans, Spojené království
- Tchaj-čou, Čína